# Електрогорск
Електрогорск (на руски: Электрогорск) е град, разположен в Московска област, Русия. Населението му към 1 януари 2018 е 22 950 души.